# Pantoclis brevicornis
Pantoclis brevicornis är en stekelart som beskrevs av Jean-Jacques Kieffer 1909. Pantoclis brevicornis ingår i släktet Pantoclis, och familjen hyllhornsteklar. Arten är reproducerande i Sverige.